# Slavica (film)
Pour les articles homonymes, voir Slavica.
Pour plus de détails, voir Fiche technique et Distribution.
Slavica est un film dramatique et historique yougoslave en noir et blanc réalisé par Vjekoslav Afrić et sorti en 1947 qui est aussi le premier film de Partisans.
C'est le premier long métrage produit dans le nouvel État de Yougoslavie, immédiatement après la Seconde Guerre mondiale. Tourné en 1946 sur une période de deux mois, produit par la société serbe Avala, presque uniquement avec du personnel croate, le film est sorti le 29 avril 1947. Les acteurs n'ont été rétribués que per diem, comme notamment Irena Kolesar (hr) qui tient le rôle-titre.
Slavica a été très bien reçu par le public, en dépit d'un certain nombre de lacunes techniques et de naïveté dans la narration. Le film a été vu par près de deux millions de personnes dans l'ex-Yougoslavie.

## Synopsis
En Dalmatie, de jeunes pêcheurs, dont Marin et son épouse Slavica, montent une coopérative et construisent un bateau. La Seconde Guerre mondiale éclate et la région est occupée par l'Italie. Les troupes italiennes tentent de s'emparer du navire, mais les coopérateurs parviennent à le dissimuler. Le jeune couple est emprisonné. Libérés par les Partisans, Slavica et Marin s'enrôlent dans leurs rangs et participent à plusieurs actions de résistance.
Au cours d'une bataille en mer, Slavica est tuée et, en sa mémoire, le bateau des Partisans est baptisé de son nom et devient un des premiers bâtiments de la marine yougoslave.

## Distribution
- Dubravko Dujšin (hr) : Sime
- Milica-Carka Jovanovic : Luce
- Irena Kolesar (hr) : Slavica
- Marijan Lovric : Marin
- Ljubisa Jovanovic (sh) : Ivo Marusic
- Jozo Laurencic (sr) : Stipe
- Boza Nikolic : Barba Tone
- Ivka Rutic : Marija
- Branko Pivnicki : Jure
- Braslav Borozan (hr) : Stanko
- Joza Rutic : Niksa
- Dejan Dubajic : Paron
- Predrag Milanov : Zupnik
- Tjesivoj Cinotti : Franjo Zamola (as Tjesivoj Cinoti)
- Junus Medjedovic : Djidji Zamola
- Danka Paljetak : Amalija
- Olga Skrigin (sr) : Rosa
- Aleksandar Zlatkovic : Sef policije
- Marko Marinkovic : agent
- Andro Marjanovic : De Scarpi
- Jozo Bakotic :
- Maria Gotsky :
- Tana Mascarelli : Tina Maskarelli
- Ivo Marjanovic :
- Zharko Pavlovich :
- Karlo Bulic :
- Pavica Bencic :
- Bozo Alfirevic :
- Ljubo Dijan :
- Masa Malesevic :
- Ante Ivelja :
- Volga Kalina :